# Joka
Joka est une localité et un Gram panchayat située sur la Diamond Harbour road, au sud, et immédiatement à la sortie de la ville de Kolkata, dans l'État du Bengale-Occidental en Inde.

## Lieux et monuments
La partie urbaine du Gram Panchayat, située le long de Diamond Harbour Road, abrite le campus de l'IIM Calcutta.